# Adam's Apple (album Mateusza Smoczyńskiego)
Adam's Apple – orkiestrowy album Mateusza Smoczyńskiego zawierający jego pierwszy koncert na skrzypcach oraz skrzypcach barytonowych - Adam's Apple oraz Jazz Concerto Zbigniewa Seiferta. Płyta wydana nakładem Warner Music Poland, nagrana z Chopin University Chamber Orchestra pod dyrekcją Rafała Janiaka. W koncercie Seiferta partie sekcji rytmicznej wykonują: Dominik Wania na fortepianie, Sławomir Kurkiewicz na kontrabasie oraz Michał Miśkiewicz na perkusji. Płyta uzyskała nominację do Fryderyka 2025 w kategorii Klasyka – Crossover.

## Wykonawcy
- Mateusz Smoczyński - skrzypce, skrzypce barytonowe
- Chopin University Chamber Orchestra
- Rafał Janiak - dyrygent
- Dominik Wania - fortepian
- Sławomir Kurkiewicz - kontrabas
- Michał Miśkiewicz - perkusja

## Spis utworów
| Nr                                                                                | Tytuł                                       | Czas |
| --------------------------------------------------------------------------------- | ------------------------------------------- | ---- |
| Mateusz Smoczyński: Adam's Apple                                                  |                                             |      |
| 1.                                                                                | I. Genesis                                  | 5:02 |
| 2.                                                                                | II. Eden                                    | 8:35 |
| 3.                                                                                | III. Temptation                             | 5:14 |
| 4.                                                                                | IV. Cadenza                                 | 2:48 |
| 5.                                                                                | V. Apocalypse                               | 7:05 |
| Zbigniew Seifert: Jazz Concerto for Violin, Rhythm Section and Symphony Orchestra |                                             |      |
| 6.                                                                                | I. Rubato – Tempo – Ad Libitum – Fast Tempo | 9:16 |
| 7.                                                                                | II. Rubato – Tempo                          | 2:43 |
| 8.                                                                                | III. Solos – Ad Libitum                     | 5:40 |
| 9.                                                                                | IV. Rubato                                  | 2:21 |